# Amphoe Si Sakhon
Amphoe Si Sakhon (thailändisch อำเภอศรีสาคร) ist ein Landkreis (Amphoe – Verwaltungs-Distrikt) der  Provinz Narathiwat. Die Provinz Narathiwat liegt im Südosten der Südregion von Thailand an der Landesgrenze nach Malaysia.

## Geographie
Benachbarte Landkreise und Gebiete sind (von Norden im Uhrzeigersinn): die Amphoe Rueso, Ra-ngae und Chanae der Provinz Narathiwat sowie die Amphoe  Than To und Bannang Sata der Provinz Yala.

## Geschichte
Ursprünglich war das Gebiet des heutigen Landkreises Si Sakhon ein Tambon im Kreis  Rueso mit dem Namen Sako. Da von 1963 bis 1974 eine Division des thailändischen Militärs in Sako stationiert war, entwickelte sich die Infrastruktur des Tambon schnell. So richtete das Innenministerium am 23. September 1974 einen Kleinbezirk (King Amphoe) mit Namen Si Sakhon ein, der aus den beiden Tambon Sako und Tamayung bestand.
Am 25. März 1979 bekam Si Sakhon den vollen Amphoe-Status.

## Verwaltung

### Provinzverwaltung
Amphoe Si Sakhon ist in sechs Unterbezirke (Tambon) eingeteilt, welche weiter in 39 Dorfgemeinschaften (Muban) unterteilt sind.
| Nr. | Name         | Thai    | Muban | Einw.  |
| --- | ------------ | ------- | ----- | ------ |
| 1.  | Sako         | ซากอ    | 06    | 8.212  |
| 2.  | Tamayung     | ตะมะยูง  | 06    | 5.083  |
| 3.  | Si Sakhon    | ศรีสาคร  | 10    | 10.568 |
| 4.  | Choeng Khiri | เชิงคีรี   | 04    | 5.365  |
| 5.  | Kalong       | กาหลง   | 04    | 2.997  |
| 6.  | Si Banphot   | ศรีบรรพต | 09    | 4.665  |

### Lokalverwaltung
Si Sakhon (เทศบาลตำบลศรีสาคร) ist eine Kleinstadt (Thesaban Tambon) im Landkreis, sie besteht aus Teilen der Tambon Si Sakhon und Sa Ko.
Außerdem gibt es sechs „Tambon-Verwaltungsorganisationen“ (TAO, องค์การบริหารส่วนตำบล) für die Tambon oder die Teile von Tambon im Landkreis, die zu keiner Stadt gehören.